# Grand Prix Włoch 2018

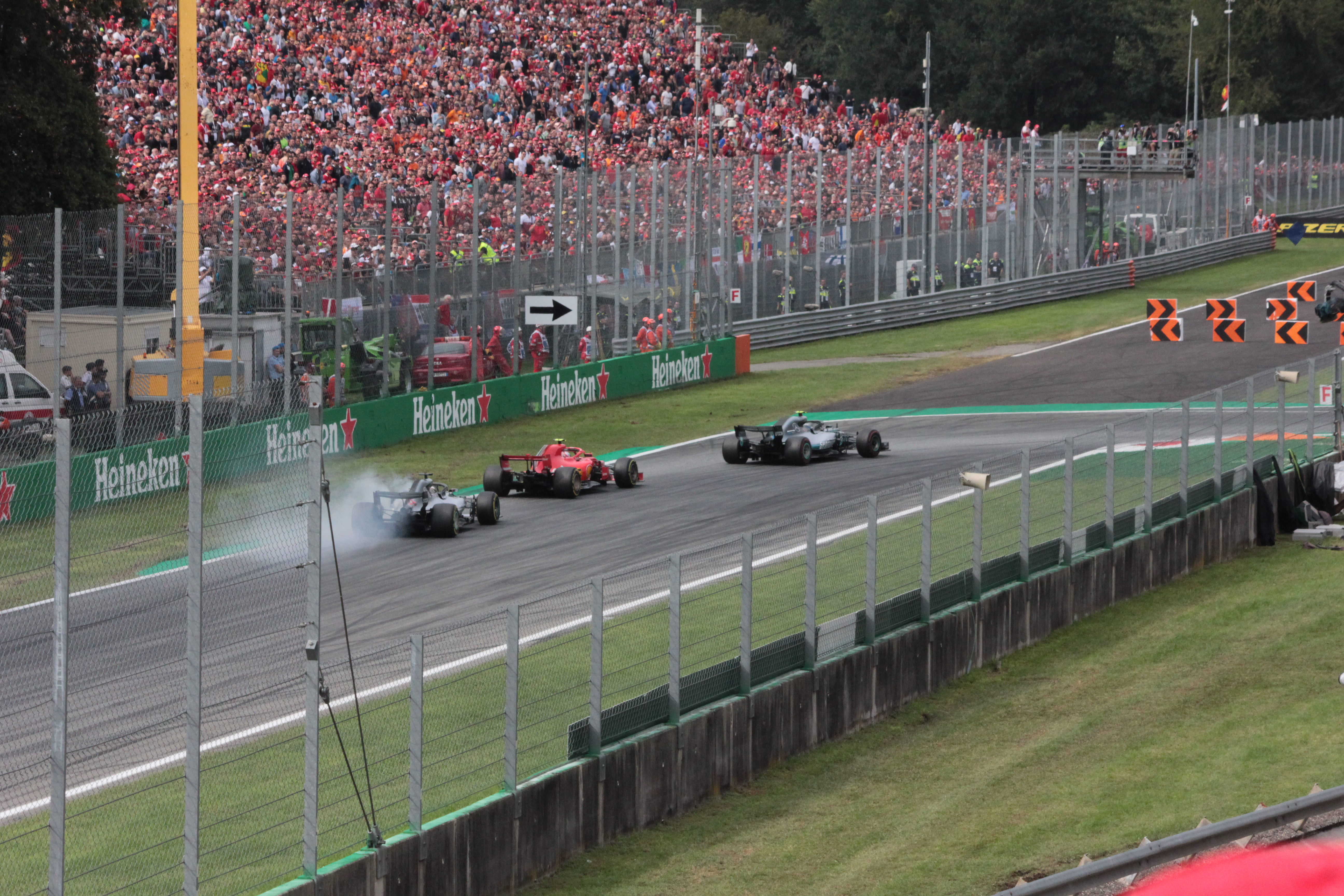
Lewis Hamilton, Kimi Räikkönen i Valtteri Bottas podczas wyścigu

Grand Prix Włoch 2018, oficjalnie Formula 1 Gran Premio Heineken d’Italia 2018 – czternasta eliminacja Mistrzostw Świata Formuły 1 w sezonie 2018. Grand Prix odbyło się w dniach 31 sierpnia–2 września 2018 roku na torze Autodromo Nazionale di Monza w mieście Monza.

## Lista startowa
Źródło: Wyprzedź Mnie!
| Nr | Kierowca          | Zespół                           | Samochód                      | Silnik            | Opony |
| -- | ----------------- | -------------------------------- | ----------------------------- | ----------------- | ----- |
| 2  | Stoffel Vandoorne | McLaren F1 Team                  | McLaren MCL33                 | Renault 1.6T V6   | P     |
| 3  | Daniel Ricciardo  | Aston Martin Red Bull Racing     | Red Bull RB14                 | TAG Heuer 1.6T V6 | P     |
| 5  | Sebastian Vettel  | Scuderia Ferrari                 | Ferrari SF71H                 | Ferrari 1.6T V6   | P     |
| 7  | Kimi Räikkönen    | Scuderia Ferrari                 | Ferrari SF71H                 | Ferrari 1.6T V6   | P     |
| 8  | Romain Grosjean   | Haas F1 Team                     | Haas VF-18                    | Ferrari 1.6T V6   | P     |
| 9  | Marcus Ericsson   | Alfa Romeo Sauber F1 Team        | Sauber C37                    | Ferrari 1.6T V6   | P     |
| 10 | Pierre Gasly      | Red Bull Toro Rosso Honda        | Toro Rosso STR13              | Honda 1.6T V6     | P     |
| 11 | Sergio Pérez      | Racing Point Force India F1 Team | Force India VJM11             | Mercedes 1.6T V6  | P     |
| 14 | Fernando Alonso   | McLaren F1 Team                  | McLaren MCL33                 | Renault 1.6T V6   | P     |
| 16 | Charles Leclerc   | Alfa Romeo Sauber F1 Team        | Sauber C37                    | Ferrari 1.6T V6   | P     |
| 18 | Lance Stroll      | Williams Martini Racing          | Williams FW41                 | Mercedes 1.6T V6  | P     |
| 20 | Kevin Magnussen   | Haas F1 Team                     | Haas VF-18                    | Ferrari 1.6T V6   | P     |
| 27 | Nico Hülkenberg   | Renault Sport Formula One Team   | Renault R.S.18                | Renault 1.6T V6   | P     |
| 28 | Brendon Hartley   | Red Bull Toro Rosso Honda        | Toro Rosso STR13              | Honda 1.6T V6     | P     |
| 31 | Esteban Ocon      | Racing Point Force India F1 Team | Force India VJM11             | Mercedes 1.6T V6  | P     |
| 33 | Max Verstappen    | Aston Martin Red Bull Racing     | Red Bull RB14                 | TAG Heuer 1.6T V6 | P     |
| 35 | Siergiej Sirotkin | Williams Martini Racing          | Williams FW41                 | Mercedes 1.6T V6  | P     |
| 44 | Lewis Hamilton    | Mercedes AMG Petronas Motorsport | Mercedes AMG F1 W09 EQ Power+ | Mercedes 1.6T V6  | P     |
| 47 | Lando Norris      | McLaren F1 Team                  | McLaren MCL33                 | Renault 1.6T V6   | P     |
| 55 | Carlos Sainz Jr.  | Renault Sport Formula One Team   | Renault R.S.18                | Renault 1.6T V6   | P     |
| 77 | Valtteri Bottas   | Mercedes AMG Petronas Motorsport | Mercedes AMG F1 W09 EQ Power+ | Mercedes 1.6T V6  | P     |
| Nr | Kierowca          | Zespół                           | Samochód                      | Silnik            | Opony |

## Wyniki

### Sesje treningowe
Źródło: Wyprzedź Mnie!
| Sesja | Nr | Kierowca         | Konstruktor | Czas     | Okr. |
| ----- | -- | ---------------- | ----------- | -------- | ---- |
| 1     | 11 | Sergio Pérez     | Force India | 1:34,000 | 18   |
| 2     | 5  | Sebastian Vettel | Ferrari     | 1:21,105 | 27   |
| 3     | 5  | Sebastian Vettel | Ferrari     | 1:20,509 | 18   |

### Kwalifikacje
Źródło: Wyprzedź Mnie!
| Poz. | Nr | Kierowca          | Konstruktor | Q1       | Q2         | Q3       | Poz. s. |
| --- | --- | ----------------- | ----------- | -------- | ---------- | -------- | ------- |
| 1 | 7 | Kimi Räikkönen    | Ferrari     | 1:20,722 | 1:19,846   | 1:19,119 | 1       |
| 2 | 5 | Sebastian Vettel  | Ferrari     | 1:20,542 | 1:19,629   | 1:19,280 | 2       |
| 3 | 44 | Lewis Hamilton    | Mercedes    | 1:20,810 | 1:19,798   | 1:19,294 | 3       |
| 4 | 77 | Valtteri Bottas   | Mercedes    | 1:21,381 | 1:20,427   | 1:19,656 | 4       |
| 5 | 33 | Max Verstappen    | Red Bull    | 1:21,381 | 1:20,333   | 1:20,615 | 5       |
| 6 | 8 | Romain Grosjean   | Haas        | 1:21,887 | 1:21,239   | 1:20,936 | 6       |
| 7 | 55 | Carlos Sainz Jr.  | Renault     | 1:21,732 | 1:21,552   | 1:21,041 | 7       |
| 8 | 31 | Esteban Ocon      | Force India | 1:21,570 | 1:21,315   | 1:21,099 | 8       |
| 9 | 10 | Pierre Gasly      | Toro Rosso  | 1:21,834 | 1:21,667   | 1:21,350 | 9       |
| 10 | 18 | Lance Stroll      | Williams    | 1:21,838 | 1:21,494   | 1:21,627 | 10      |
| 11 | 20 | Kevin Magnussen   | Haas        | 1:21,783 | 1:21,669   |          | 11      |
| 12 | 35 | Siergiej Sirotkin | Williams    | 1:21,813 | 1:21,732   |          | 12      |
| 13 | 14 | Fernando Alonso   | McLaren     | 1:21,850 | 1:22,568   |          | 13      |
| 14 | 27 | Nico Hülkenberg   | Renault     | 1:21,801 | brak czasu |          | 20      |
| 15 | 3 | Daniel Ricciardo  | Red Bull    | 1:21,280 | brak czasu |          | 19      |
| 16 | 11 | Sergio Pérez      | Force India | 1:21,888 |            |          | 14      |
| 17 | 16 | Charles Leclerc   | Sauber      | 1:21,889 |            |          | 15      |
| 18 | 28 | Brendon Hartley   | Toro Rosso  | 1:21,934 |            |          | 16      |
| 19 | 9 | Marcus Ericsson   | Sauber      | 1:22,048 |            |          | 18      |
| 20 | 2 | Stoffel Vandoorne | McLaren     | 1:22,085 |            |          | 17      |
| Poz. | Nr | Kierowca          | Konstruktor | Q1       | Q2         | Q3       | Poz. s. |
| \| Legenda \| Legenda \| \| ------------------------ \| ---------------------------------------------------------------------------------------------------------------------------------------------------------------------------------------------------------------------------------------------------------------- \| \| Poz. Nr Q1 Q2 Q3 Poz. s. \| Pozycja zajęta w sesji kwalifikacyjnej Numer startowy kierowcy Wynik uzyskany w pierwszej części kwalifikacji Wynik uzyskany w drugiej części kwalifikacji Wynik uzyskany w trzeciej części kwalifikacji Pozycja startowa po uwzględnięniu kar, przesunięć, itp. \| | |                   |             |          |            |          |         |
| Legenda | |                   |             |          |            |          |         |
| Poz. Nr Q1 Q2 Q3 Poz. s. | Pozycja zajęta w sesji kwalifikacyjnej Numer startowy kierowcy Wynik uzyskany w pierwszej części kwalifikacji Wynik uzyskany w drugiej części kwalifikacji Wynik uzyskany w trzeciej części kwalifikacji Pozycja startowa po uwzględnięniu kar, przesunięć, itp. |                   |             |          |            |          |         |

Uwagi
1. ↑  Nico Hülkenberg otrzymał karę cofnięcia o 40 pozycji; 10 za spowodowanie kolizji w poprzedniej rundzie, 30 za przekroczenie liczby użytych części w jednostce napędowej.
2. ↑  Daniel Ricciardo otrzymał karę cofnięcia o 30 pozycji za przekroczenie liczby użytych części w jednostce napędowej.
3. ↑  Marcus Ericsson otrzymał karę cofnięcia o 10 pozycji za przekroczenie liczby użytych części w jednostce napędowej.

### Wyścig
Źródło: Wyprzedź Mnie!
| P                 | + / –     | Nr | Kierowca          | Konstruktor | Okr. | Czas / Strata | Komentarz            |
| ----------------- | --------- | -- | ----------------- | ----------- | ---- | ------------- | -------------------- |
| 1                 | 2         | 44 | Lewis Hamilton    | Mercedes    | 53   | 1h16m54,484   |                      |
| 2                 | 1         | 7  | Kimi Räikkönen    | Ferrari     | 53   | +0:08,705     |                      |
| 3                 | 1         | 77 | Valtteri Bottas   | Mercedes    | 53   | +0:14,066     |                      |
| 4                 | 2         | 5  | Sebastian Vettel  | Ferrari     | 53   | +0:16,151     |                      |
| 5                 | Bez zmian | 33 | Max Verstappen    | Red Bull    | 53   | +0:18,208     | [ a ]                |
| 6                 | 2         | 31 | Esteban Ocon      | Force India | 53   | +0:57,761     |                      |
| 7                 | 7         | 11 | Sergio Pérez      | Force India | 53   | +0:58,678     |                      |
| 8                 | 1         | 55 | Carlos Sainz Jr.  | Renault     | 53   | +1:28,140     |                      |
| 9                 | 1         | 18 | Lance Stroll      | Williams    | 52   | +1 okr.       |                      |
| 10                | 2         | 35 | Siergiej Sirotkin | Williams    | 52   | +1 okr.       |                      |
| 11                | 4         | 16 | Charles Leclerc   | Sauber      | 52   | +1 okr.       |                      |
| 12                | 5         | 2  | Stoffel Vandoorne | McLaren     | 52   | +1 okr.       |                      |
| 13                | 7         | 27 | Nico Hülkenberg   | Renault     | 52   | +1 okr.       |                      |
| 14                | 5         | 10 | Pierre Gasly      | Toro Rosso  | 52   | +1 okr.       |                      |
| 15                | 3         | 9  | Marcus Ericsson   | Sauber      | 52   | +1 okr.       |                      |
| 16                | 5         | 20 | Kevin Magnussen   | Haas        | 52   | +1 okr.       |                      |
| Niesklasyfikowani |           |    |                   |             |      |               |                      |
|                   |           | 3  | Daniel Ricciardo  | Red Bull    | 23   | +30 okr.      | sprzęgło             |
|                   |           | 14 | Fernando Alonso   | McLaren     | 9    | +42 okr.      | jednostka napędowa   |
|                   |           | 28 | Brendon Hartley   | Toro Rosso  | 0    | +53 okr.      | kolizja z Ericssonem |
| Zdyskwalifikowani |           |    |                   |             |      |               |                      |
|                   |           | 8  | Romain Grosjean   | Haas        | 53   | +0:56,320     | podłoga              |
| P                 | + / –     | Nr | Kierowca          | Konstruktor | Okr. | Czas / Strata | Komentarz            |

Uwagi
1. ↑  Max Verstappen otrzymał 5-sekundową karę czasową za spowodowanie kolizji z Valtteri Bottasem.
2. ↑  Romain Grosjean został zdyskwalifikowany za naruszenia techniczne dot. podłogi samochodu.

### Najszybsze okrążenie
Źródło: Wyprzedź Mnie!
| Nr | Kierowca       | Konstruktor | Czas     | Okr. |
| -- | -------------- | ----------- | -------- | ---- |
| 44 | Lewis Hamilton | Mercedes    | 1:22,497 | 30   |

### Prowadzenie w wyścigu
| Nr                              | Kierowca        | Konstruktor | Okrążenia    | Suma |
| ------------------------------- | --------------- | ----------- | ------------ | ---- |
| 7                               | Kimi Räikkönen  | Ferrari     | 1-19, 36-44  | 28   |
| 44                              | Lewis Hamilton  | Mercedes    | 20-28, 45-53 | 18   |
| 77                              | Valtteri Bottas | Mercedes    | 29-35        | 7    |
| \| Wykres \| \| ------ \| \| \| |                 |             |              |      |
| Źródło: racing-reference.info   |                 |             |              |      |
| Wykres                          |                 |             |              |      |
|                                 |                 |             |              |      |

## Klasyfikacja po wyścigu

### Kierowcy
| P  | +/− | Kierowca          | Starty | Punkty | P1 | P2 | P3 | PP | NO | NS |
| -- | --- | ----------------- | ------ | ------ | -- | -- | -- | -- | -- | -- |
| 1  | 0   | Lewis Hamilton    | 14     | 256    | 6  | 3  | 2  | 6  | 2  | 1  |
| 2  | 0   | Sebastian Vettel  | 14     | 226    | 5  | 2  | 1  | 5  | 1  | 1  |
| 3  | 0   | Kimi Räikkönen    | 14     | 164    | –  | 3  | 6  | 1  | 1  | 3  |
| 4  | 0   | Valtteri Bottas   | 14     | 159    | –  | 5  | 1  | 1  | 4  | 1  |
| 5  | 0   | Max Verstappen    | 14     | 130    | 1  | 1  | 3  | –  | 2  | 3  |
| 6  | 0   | Daniel Ricciardo  | 14     | 118    | 2  | –  | –  | 1  | 4  | 6  |
| 7  | 0   | Nico Hülkenberg   | 14     | 52     | –  | –  | –  | –  | –  | 4  |
| 8  | 0   | Kevin Magnussen   | 14     | 49     | –  | –  | –  | –  | –  | 1  |
| 9  | +1  | Sergio Pérez      | 14     | 46     | –  | –  | 1  | –  | –  | 1  |
| 10 | +1  | Esteban Ocon      | 14     | 45     | –  | –  | –  | –  | –  | 3  |
| 11 | −2  | Fernando Alonso   | 14     | 44     | –  | –  | –  | –  | –  | 4  |
| 12 | 0   | Carlos Sainz Jr.  | 14     | 34     | –  | –  | –  | –  | –  | 1  |
| 13 | 0   | Pierre Gasly      | 14     | 28     | –  | –  | –  | –  | –  | 3  |
| 14 | 0   | Romain Grosjean   | 14     | 27     | –  | –  | –  | –  | –  | 5  |
| 15 | 0   | Charles Leclerc   | 14     | 13     | –  | –  | –  | –  | –  | 3  |
| 16 | 0   | Stoffel Vandoorne | 14     | 8      | –  | –  | –  | –  | –  | 2  |
| 17 | +1  | Lance Stroll      | 14     | 6      | –  | –  | –  | –  | –  | 2  |
| 18 | −1  | Marcus Ericsson   | 14     | 6      | –  | –  | –  | –  | –  | 2  |
| 19 | 0   | Brendon Hartley   | 14     | 2      | –  | –  | –  | –  | –  | 4  |
| 20 | 0   | Siergiej Sirotkin | 14     | 1      | –  | –  | –  | –  | –  | 3  |
| P  | +/− | Kierowca          | Starty | Punkty | P1 | P2 | P3 | PP | NO | NS |

### Konstruktorzy
| P  | +/− | Konstruktor               | Starty | Punkty   | P1 | P2 | P3 | PP | NO | NS |
| -- | --- | ------------------------- | ------ | -------- | -- | -- | -- | -- | -- | -- |
| 1  | 0   | Mercedes                  | 28     | 415      | 6  | 8  | 3  | 7  | 6  | 2  |
| 2  | 0   | Ferrari                   | 28     | 390      | 5  | 5  | 7  | 6  | 2  | 4  |
| 3  | 0   | Red Bull Racing-TAG Heuer | 28     | 248      | 3  | 1  | 3  | 1  | 6  | 9  |
| 4  | 0   | Renault                   | 28     | 86       | –  | –  | –  | –  | –  | 5  |
| 5  | 0   | Haas-Ferrari              | 28     | 76       | –  | –  | –  | –  | –  | 6  |
| 6  | 0   | McLaren-Renault           | 28     | 52       | –  | –  | –  | –  | –  | 6  |
| 7  | +2  | Force India-Mercedes      | 28     | 32 (59†) | –  | –  | 1  | –  | –  | 4  |
| 8  | −1  | Scuderia Toro Rosso-Honda | 28     | 30       | –  | –  | –  | –  | –  | 7  |
| 9  | −1  | Sauber-Ferrari            | 28     | 19       | –  | –  | –  | –  | –  | 5  |
| 10 | 0   | Williams-Mercedes         | 28     | 7        | –  | –  | –  | –  | –  | 5  |
| P  | +/− | Konstruktor               | Starty | Punkty   | P1 | P2 | P3 | PP | NO | NS |

† – Przed Grand Prix Belgii ze względu na anulowanie dotychczasowego zgłoszenia i startowanie z nowym, zespół stracił punkty w klasyfikacji konstruktorów.